# Coupe d'Italie de football 1998-1999
Navigation
Coupe d'Italie 1997-1998 Coupe d'Italie 1999-2000
La Coupe d'Italie de football 1998-1999, est la 52e édition de la Coupe d'Italie.

## Compétition
Au premier tour, 32 équipes sont appairées par tirage au sort et jouent en matchs aller et retour. Les 16 vainqueurs sont rejoints par seize équipes de Serie A pour disputer les seizièmes de finale avec la même formule, jusqu'à la finale, les rencontres se jouent en match aller et retour.

### Quarts de finale
En cas d'égalité, la règle du but à l'extérieur est appliquée, si l'égalité est parfaite une séance de tirs au but aura lieu.
| Équipe           | Aller | Total | Retour | Équipe      |
| ---------------- | ----- | ----- | ------ | ----------- |
| Udinese Calcio   | 3 - 2 | 3 - 6 | 0 - 4  | Parme       |
| Atalanta Bergame | 3 - 2 | 3 - 3 | 0 - 1  | Fiorentina  |
| SS Lazio         | 2 - 1 | 4 - 6 | 2 - 5  | Inter Milan |
| Juventus         | 1 - 2 | 2 - 2 | 1 - 0  | Bologne     |

### Demi-finales
Les matchs des demi-finales se déroulent entre le 17 février et le 10 mars 1999.
| Équipe      | Aller | Total | Retour | Équipe     |
| ----------- | ----- | ----- | ------ | ---------- |
| Bologne     | 0 - 2 | 2 - 4 | 2 - 2  | Fiorentina |
| Inter Milan | 0 - 2 | 1 - 4 | 1 - 2  | Parme      |

### Finales
| Finale aller  | Parme | 1 - 1   | Fiorentina | Stade Ennio-Tardini, Parme   |                              |
| 14 avril 1999 |       | (1 - 0) |            | Arbitrage : Domenico Messina | Arbitrage : Domenico Messina |

---
| Finale retour | Fiorentina | 2 - 2   | Parme | Stade Artemio-Franchi, Florence |                             |
| 5 mai 1999    |            | (0 - 1) |       | Arbitrage : Stefano Braschi     | Arbitrage : Stefano Braschi |

Parme remporte sa deuxième coupe d'Italie grâce à la règle du but marqué à l'extérieur.
Les deux finalistes étant qualifiés pour la prochaine édition de la Ligue des champions, il fallut faire jouer un barrage entre les deux demi-finalistes perdants pour attribuer une place en Coupe UEFA 1999-2000. Bologne bat deux fois l'Inter Milan 2 à 1, le 27 et le 30 mai 1999, et représente l'Italie dans cette compétition.